# Lepidium didymum
Lepidium didymum (вороняча лапка двійчаста) — вид рослин родини капустяні (Brassicaceae). Етимологія: didymum — «в парах, подвійний».

## Морфологія
Однорічна, рідко дворічна трав'яниста рослина, яка досягає в довжину 10–45 (рідко до 70) см. Виділяє неприємний запах. Стебла від приземних до висхідних і часто розгалужені біля основи. Рослина або безволоса або має рідкі рослинні волоски близько 1 мм в довжину. Базальні листки перисті довжиною від 4 до 10 см. Середні листки схожі на ті, що біля основи і мають розміри від 1,5 до 4,5 × 0,5 до 1,2 см. Листя вгору поступово стає меншим і менш розділеним. Пелюстки від довгасто-ланцетні до еліптичних, від білого до жовтуватого кольору, розміром від 0,4 до 0,5 мм. Плодові тіла голі, тонкі, розміром від 1,5 до 2,5 мм. Плід містить дві насінини. Насіння яйцеподібне 1–1.2 × 0.7–0.8 мм, жовте.

## Поширення
Батьківщина: Південна Америка: Бразилія, Венесуела, Аргентина, Чилі, Парагвай, Уругвай, Болівія, Перу.
Натуралізований: Африка: Алжир; Єгипет; Лівія; Марокко; Туніс, ПАР, Маврикій; Реюньйон. Азія: Кувейт; Оман; Саудівська Аравія, Китай, Тайвань, Афганістан, Індія; Пакистан. Австралія, Нова Зеландія. Європа: Україна; Австрія; Бельгія; Чехія; Німеччина; Нідерланди; Швейцарія; Ірландія; Норвегія; Швеція; Велика Британія; Албанія; Хорватія; Греція; Італія; Сербія; Словенія; Франція; Португалія; Іспанія. Північна Америка: Канада; США; Мексика. Південна Америка: Гондурас; Еквадор. Росте переважно на багатих азотом, світлих і теплих місцях, в основному рослина поширена в прибережних районах на висотах до 1000 м.

## Галерея

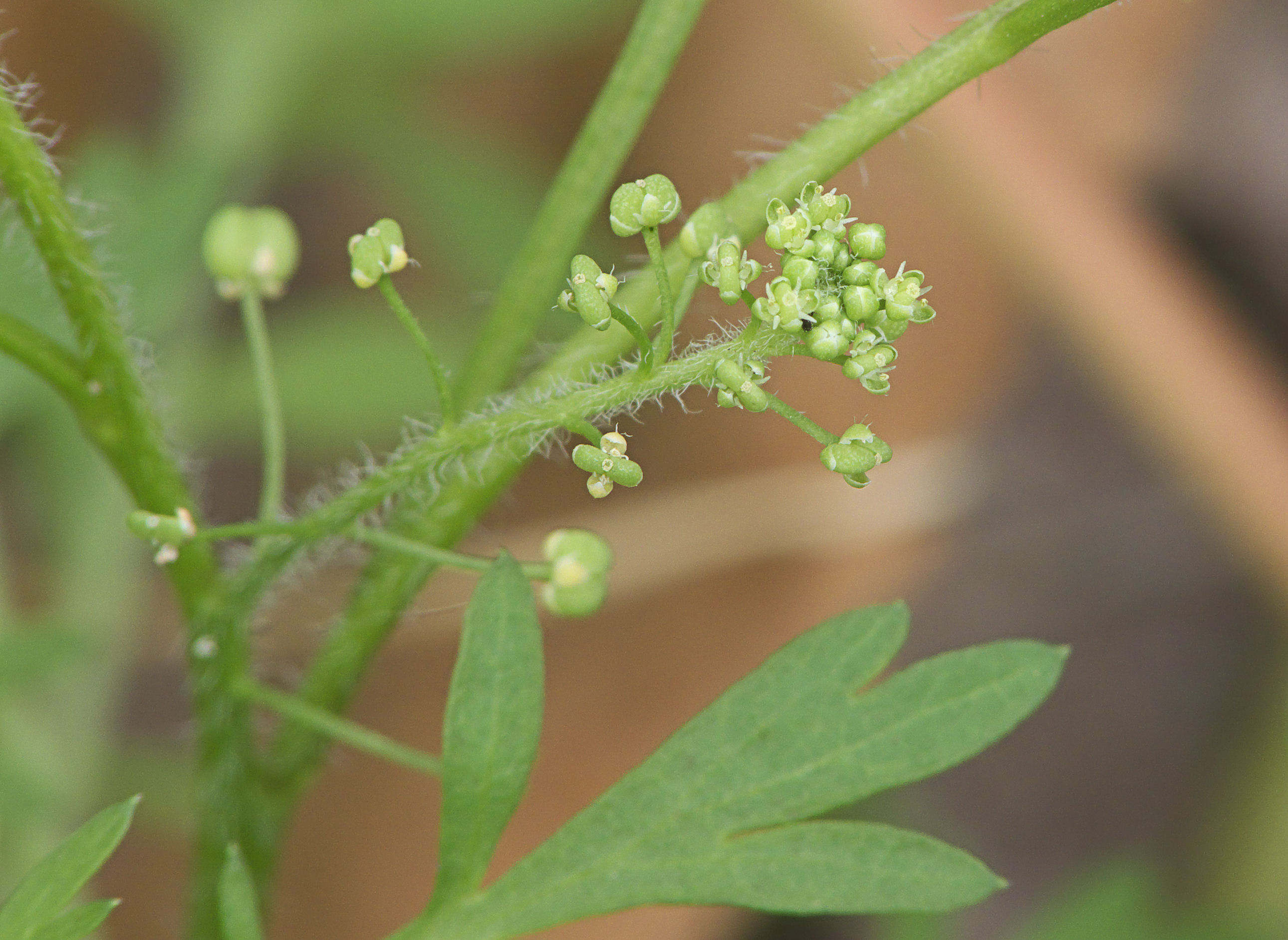
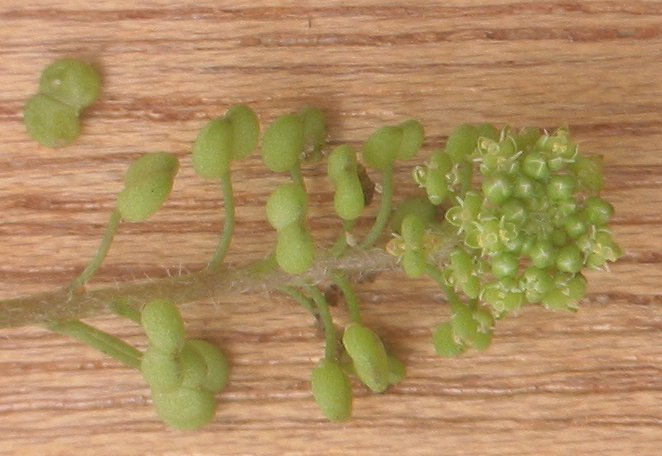
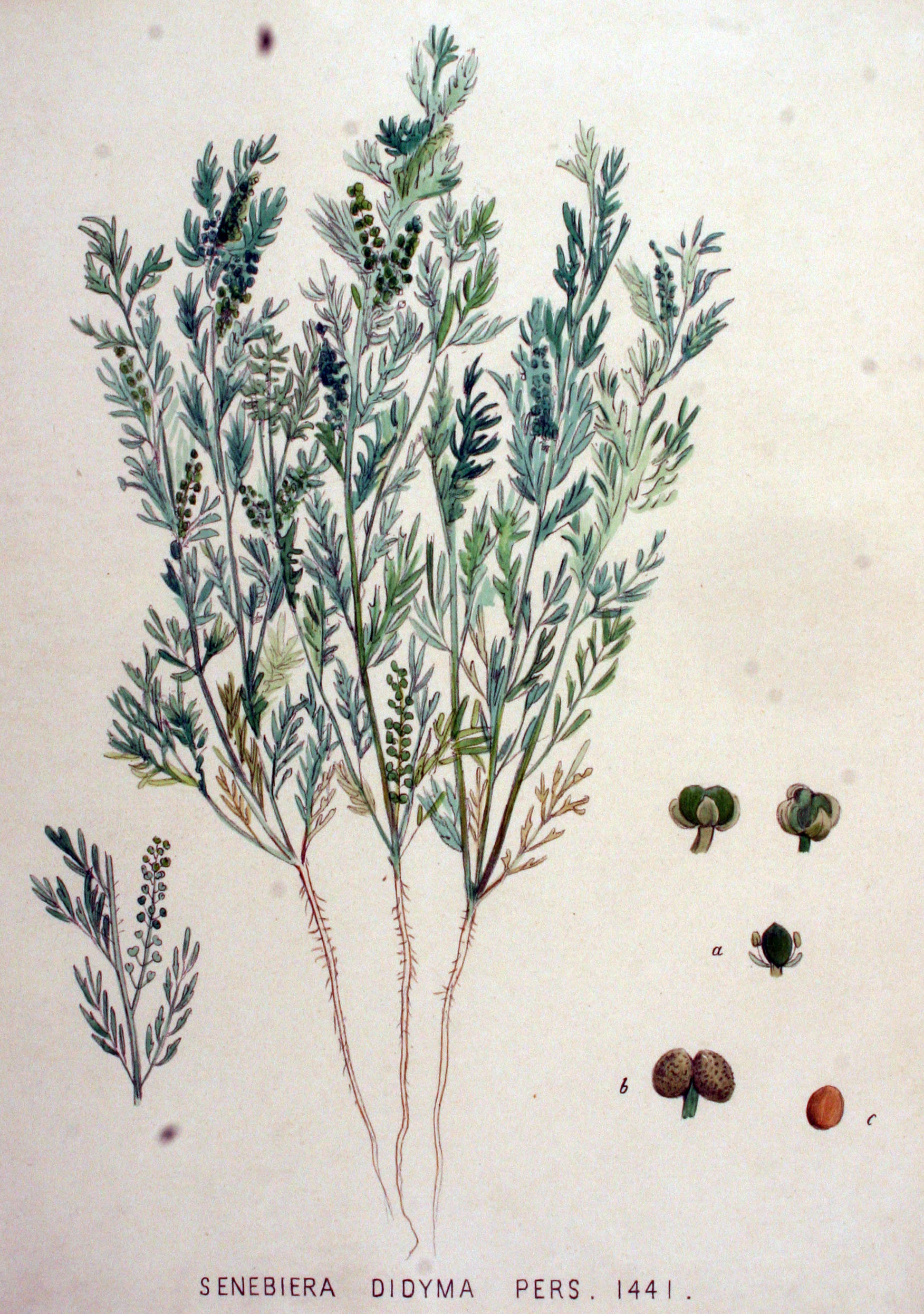